# Канадский олимпийский парк
Кана́дский олимпи́йский парк (англ. Canada Olympic Park, ранее известный как лыжный холм Паскапу) — парк в Калгари (Альберта, Канада). Управляется организацией WinSport Canada, которая образовалась из Калгарийской ассоциации олимпийского развития. В настоящее время он используется как для тренировок высококлассных спортсменов, так и в рекреационных целях для широкой публики. В ходе Зимних Олимпийских игр 1988 Канадский олимпийский парк был основным местом проведения соревнований по прыжкам на лыжах с трамплина, бобслею и санному спорту, фристайлу (лыжная акробатика и лыжный балет). WinSport Canada по-прежнему использует эти сооружения для проведения тренировок и соревнований. Зимой парк также используется для занятий горнолыжным спортом, сноубордом и для лыжных гонок. Летом в парке занимаются летними видами спорта, например, катанием на горном велосипеде (там проложено 25 км велосипедных троп), а также проводят различные летние фестивали.
В парке размещаются Олимпийская галерея славы и музей, много летних лагерей и канатная дорога.
Для поддержания статуса тренировочной базы и возвращения себе лидерства в этой сфере от сооружений олимпиады-2010 в Ванкувере в парке проводятся крупные строительные работы по расширению и развитию.
15 декабря 2010 была открыта первая очередь Атлетического ледового комплекса, включающего 3 ледовых арены для Hockey Calgary и других ассоциаций. В 2011 г. открылась вторая очередь — 4-я ледовая арена (олимпийского размера) на 3800 зрителей. В 2012 г. будет сдана 3-я очередь, которая будет включать гимнастические залы, общественные оздоровительный и спортивный центры и высококлассный тренировочный центр для спортсменов. Комплекс расположен рядом с учебным центром ледовых видов спорта, известным как «Ледяной дом». Трек в Ледяном доме можно наблюдать из коридора верхнего этажа спортивного комплекса.
Парк находится на западе Калгари, к югу от Трансканадской магистрали, к северу от микрорайона Кугар-Ридж и к западу от Боунесса.